# Армия национального освобождения (Македония)
А́рмия национа́льного освобожде́ния (АНО; алб. Ushtria Çlirimtare Kombëtare, UÇK; макед. Ослободителна народна армија, ОНА) — албанское вооружённое формирование, действовавшее в Республике Македонии в 2001 году. Несмотря на сходство в названии с Армией освобождения Косова (АОК; алб. Ushtria Çlirimtare e Kosovës, UÇK), АНО была отдельной организацией.
После окончания конфликта в Республике Македонии в 2001 году АНО была расформирована согласно Охридскому соглашению, дававшему автономию албанскому населению Македонии и расширяющему его права.

## История
Армия национального освобождения была основана и возглавлена Али Ахмети осенью 1999 года. Она была мало известна до тех пор, пока её бойцы не начали открытую конфронтацию с македонской армией и полицией. Объявленными целями Армии были равные с македонцами права албанского населения в рамках конфедеративной Македонии. Один из лидеров АНО сказал следующее: «Мы не хотим подвергать опасности стабильность и территориальную целостность Македонии, но мы будем воевать до тех пор, пока не получим свои основные права». Правительство Северной Македонии заявило о том, что Армия является террористической организацией, ищущей способ отделить албанское меньшинство от Македонии и объединиться с Албанией.
С 22 января 2001 года, АНО стала осуществлять атаки на регулярные части македонской армии. Вскоре конфликт обострился, а с марта 2001 года Армия национального освобождения получила контроль над северными и западными районами Македонии, и была в 20 километрах от столицы Скопье.
В марте 2001 года бойцы АНО контролировали холмы и горы между Косово и Тетово (сам город им взять не удалось). 3 мая 2001 года армия и полиция Македонии потерпели поражение во время оборонительного боя у Куманово. 16 августа обе стороны конфликта подписали Охридское соглашение, после чего Али Ахмети объявил о прекращении вооружённой борьбы и о создании Демократического союза за интеграцию.
После роспуска АНО обстановка в регионе стала стабильнее. Однако, часть боевиков продолжили деятельность в составе Албанской национальной армии.